# کرن-زالیس
شهر کرن-زالیس (به آلمانی: Kohren-Sahlis) در ایالت زاکسن در کشور آلمان واقع شده‌است.